# روني أبرامز
روني أبرامز (بالإنجليزية: Ronnie Abrams)‏ هي محامية وقاضية أمريكية، ولدت في 3 يونيو 1968 في نيويورك في الولايات المتحدة.